# Ndofane
Ndofane  (ou Ndoffane, N'Doffane) est une localité et une commune du Sénégal, située à environ 30 km  au sud-est de Kaolack.

## Histoire
Ndofane abrite une mission catholique.

## Administration
Rattachée au département de Kaolack dans la région de Kaolack, Ndofane a été érigée en commune en 1996.

## Géographie
La ville se trouve sur la route nationale N4 entre Kaolack et Nioro du Rip.
À vol d'oiseau, les localités les plus proches sont Tanda Mbar, Keur Baka, Bassabou, Keur Soutoura et Ponepone.

### Population
Lors du recensement de 2002, la ville comptait 9 476 habitants.
Fin 2007, selon les estimations officielles, la population s'élèverait à 10 228 personnes.